# Saint-Colomban (Loire-Atlantique)
 (septembre 2019).
Si vous disposez d'ouvrages ou d'articles de référence ou si vous connaissez des sites web de qualité traitant du thème abordé ici, merci de compléter l'article en donnant les références utiles à sa vérifiabilité et en les liant à la section « Notes et références ».
Pour les articles homonymes, voir Saint-Colomban.
Saint-Colomban est une commune située de l'ouest de la France, dans le département de la Loire-Atlantique, en région Pays de la Loire. Au recensement de 2014, Saint-Colomban comptait 3 268 habitants.
Ses habitants se nomment les Colombanais.
La commune était dénommée Saint-Colombin jusqu'au 2 juin 1972 où elle devint Saint-Colomban.

## Géographie

### Situation
La commune fait partie de la Bretagne historique, dans le Pays de Retz.
Saint-Colomban se situe près du confluent de la Logne et de la Boulogne et à une dizaine de kilomètres en amont du lac de Grand-Lieu. Le bourg se trouve à 25 km au sud de Nantes et 6 km au sud-est de Saint-Philbert-de-Grand-Lieu.
Les communes limitrophes sont  Corcoué-sur-Logne, Geneston, La Limouzinière, Saint-Philbert-de-Bouaine et Saint-Philbert-de-Grand-Lieu.
|                              | Geneston          |                                  |
| Saint-Philbert-de-Grand-Lieu | Saint-Colomban    | Saint-Philbert-de-Bouaine Vendée |
| La Limouzinière              | Corcoué-sur-Logne |                                  |

### Hydrographie
Son territoire naturel était couvert de forêts, landes et zones marécageuses. Le nom des villages de la Lande, la Douve et le Marais Gâté en perpétuent le souvenir. Il se situe entre la Logne et la Boulogne, qui se jettent dans le lac de Grand-Lieu. Les inondations sont encore récurrentes au dernier tiers du XVIIe siècle dans la vallée du ruisseau du Redour. La dernière rupture de digues près du lac de Grandlieu entraîna une catastrophe au XVe siècle à laquelle remédia promptement le duc de Bretagne.

### Climat
Pour des articles plus généraux, voir Climat des Pays de la Loire et Climat de la Loire-Atlantique.
En 2010, le climat de la commune est de type climat océanique franc, selon une étude du CNRS s'appuyant sur une série de données couvrant la période 1971-2000. En 2020, Météo-France publie une typologie des climats de la France métropolitaine dans laquelle la commune est exposée à un climat océanique et est dans la région climatique  Bretagne orientale et méridionale, Pays nantais, Vendée, caractérisée par une faible pluviométrie en été et une bonne insolation.
Pour la période 1971-2000, la température annuelle moyenne est de 12,1 °C, avec une amplitude thermique annuelle de 13,6 °C. Le cumul annuel moyen de précipitations est de 828 mm, avec 12,2 jours de précipitations en janvier et 6,6 jours en juillet. Pour la période 1991-2020, la température moyenne annuelle observée sur la station météorologique de Météo-France la plus proche, sur la commune de Rocheservière à 10 km à vol d'oiseau, est de 12,4 °C et le cumul annuel moyen de précipitations est de 831,3 mm,. Pour l'avenir, les paramètres climatiques de la commune estimés pour 2050 selon différents scénarios d'émission de gaz à effet de serre sont consultables sur un site dédié publié par Météo-France en novembre 2022.

## Urbanisme

### Typologie
Au 1er janvier 2024, Saint-Colomban est catégorisée bourg rural, selon la nouvelle grille communale de densité à sept niveaux définie par l'Insee en 2022.
Elle appartient à l'unité urbaine de Saint-Colomban, une agglomération intra-départementale regroupant deux  communes, dont elle est ville-centre,,. Par ailleurs la commune fait partie de l'aire d'attraction de Nantes, dont elle est une commune de la couronne,. Cette aire, qui regroupe 116 communes, est catégorisée dans les aires de 700 000 habitants ou plus (hors Paris),.

### Occupation des sols
L'occupation des sols de la commune, telle qu'elle ressort de la base de données européenne d’occupation biophysique des sols Corine Land Cover (CLC), est marquée par l'importance des territoires agricoles (93,9 % en 2018), en diminution par rapport à 1990 (97,1 %). La répartition détaillée en 2018 est la suivante :
zones agricoles hétérogènes (43 %), terres arables (30,4 %), prairies (18,5 %), zones urbanisées (3,6 %), cultures permanentes (2 %), eaux continentales (1,5 %), mines, décharges et chantiers (1 %). L'évolution de l’occupation des sols de la commune et de ses infrastructures peut être observée sur les différentes représentations cartographiques du territoire : la carte de Cassini (XVIIIe siècle), la carte d'état-major (1820-1866) et les cartes ou photos aériennes de l'IGN pour la période actuelle (1950 à aujourd'hui).

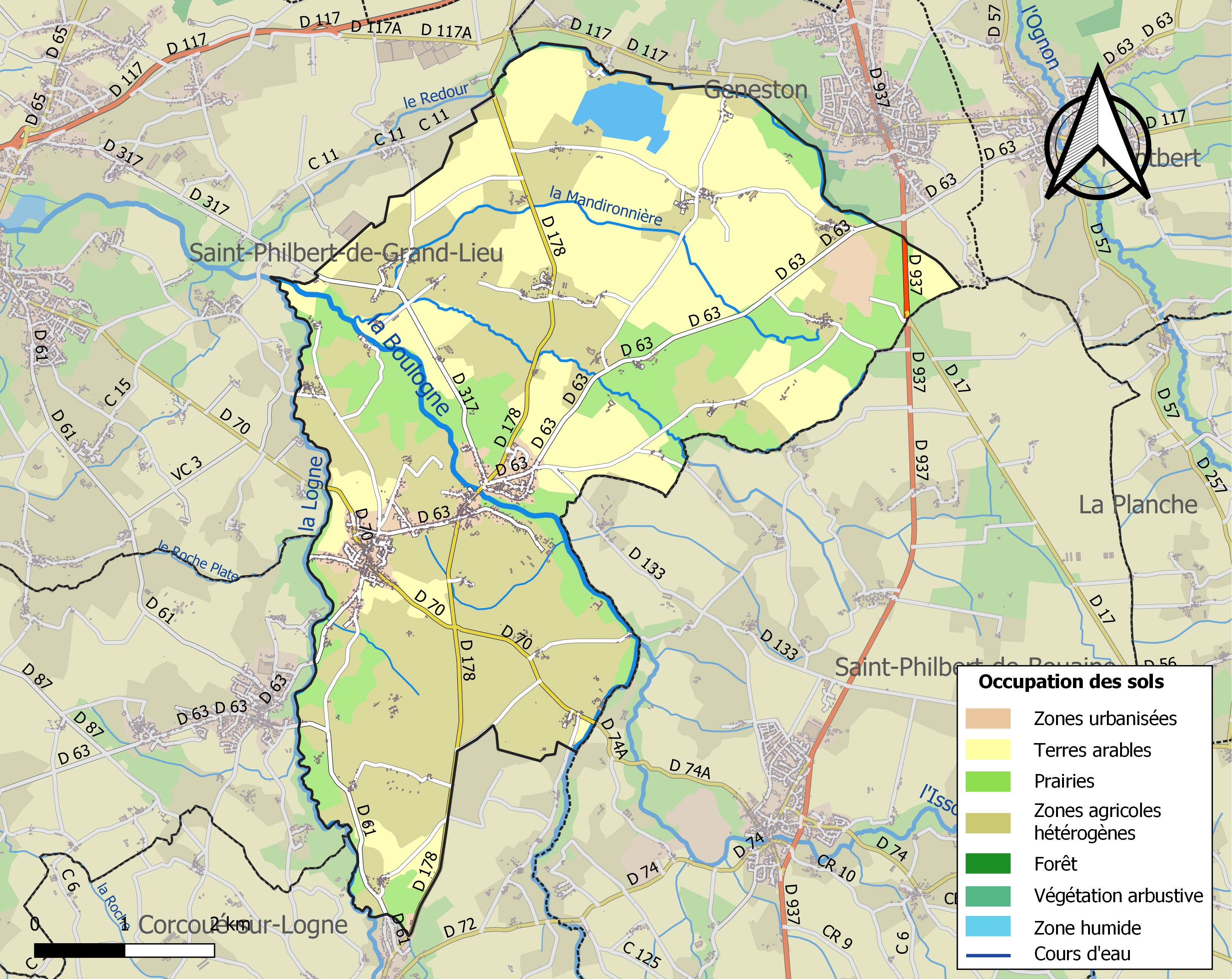
Carte des infrastructures et de l'occupation des sols de la commune en 2018 (CLC).

## Toponymie
Le nom de la localité est attesté sous la forme Sanctum Columbannum en 1287.
Le nom Saint-Colomban vient de « Colombanus », moine et abbé évangélisateur irlandais du VIe siècle, né vers 543. Il passe en Gaule vers 590 et s'installe à Luxeuil. C'est là qu'il rédige la règle pour sa communauté. Chassé de Luxeuil par la reine Brunehaut, il passe dans la région vers 610.
Saint-Colomban se trouve dans la zone de transition entre le poitevin et gallo. En gallo, le nom de la commune est écrit Saint-Colombâin, Saint-Olambon ou Saint-Clambangn selon l'écriture ABCD. Localement, le toponyme peut se prononcer :
[sɛ̃kolɔ̃bɑ̃(j)], [sɛ̃kolɔ̃bɛ̃], [sɛ̃tolɑ̃bɔ̃] ou [sɛ̃klɑ̃bɑ̃ɲ].
La forme bretonne proposée par l'Office public de la langue bretonne est Sant-Koulman.

## Histoire

### Travaux d'Histoire sur Saint-Colomban
Il existe un ouvrage d'histoire paru dans les années 1930. Il traite peu de la vie quotidienne, et bien plutôt des notables et de l'histoire ecclésiastique. Il était capable de lire les registres des insinuations religieuses du XVIe siècle, ce qui en fait un historien amateur plus instruit que l'abbé Deniau, le mémorialiste émérite de Geneston, qui peinait à déchiffrer les anciennes archives. Il reste pour l'heure la source indépassable et inégalée pour cette commune.
Par ailleurs, un ouvrage est achevé par Paul Manceron aux alentours de l'année 1960, mais il reste à l'état de manuscrit. Ce texte a été publié en 1997 dans le livre Histoire de Saint-Colomban ancienne paroisse des marches du Poitou et de Bretagne, sous l'impulsion de Léon Bertin.
La Société des historiens du pays de Retz avec son bulletin annuel s'est intéressé au territoire, depuis sa création au XIXe siècle. Ses bulletins sont conservés à la Médiathèque de Nantes. Ils couvrent toute l'histoire, surtout avant 1900.
Gérard Gouraud, ancien préparateur en pharmacie de Geneston, est un spécialiste de la préhistoire du sud Loire - il est auteur d'une thèse à ce sujet - et l'on se reporte à lui pour la période avant l'arrivée des Romains, en 56 avant notre ère.
Thierry Jaumouillé, généalogiste, publie un travail sur cette paroisse, en deux volumes, en 2011 et 2013. Mais il ne couvre que la période 1350 à 1735. L'auteur recense tous les habitants qu'il a trouvé avant 1700. Chaque personne est classée alphabétiquement, avec ses liens familiaux et une courte biographie.
Jean Bertin fait des recherches sur les apparitions de la Vierge revendiquées dans les années 1880 par une habitante de la paroisse,. Il consulte aux archives départementales de la Loire-Atlantique, les rapports de l'évêché. Celui-ci fait condamner les dévotions ostentatoires.

### Antiquité
Des outils préhistoriques attestent le passage de chasseurs-cueilleurs à l'âge de la pierre polie.
La présence celte se manifeste par des micro-toponymes.
Politiquement elle se situe dans la zone de la confédération des peuples armoricains, peuples marins allant de la Seine à la Garonne. Les régimes politiques sont majoritairement, selon Jules César dans sa Guerre des Gaules, des républiques aristocratiques.
La future Saint-Colomban est sur le territoire d'une petite tribu, les Ambiliates du futur Pays de Retz, bordée à l'est par la Sèvre, et le territoire des Anagnutes qui s'étendent sur les Mauges. Leur nom en celte comprend le mot « Ambi » qui veut dire (peuple vivant) de chaque côté (du fleuve), probablement la Boulogne. César dans son autobiographie, rédigée à des fins de propagande, intitulée De Bello Gallico la « Guerre des Gaules » envoie son lieutenant Crassus mater la confédération Armoricaine - Ar mor signifie « les gens près de la mer » -, jadis trustée par les Osismes de Côte d'Armor et à présent par les Vénètes du Morbihan. Sollicités de répondre, les Ambiliates, nommés pour la première fois par César sous la forme Ambiliatos (livre III, 9)  entrent dans la coalition. Mais grâce à la collaboration des Santons de Charente et des Pictons de Vendée, Crassus peut disposer d'arsenaux pour contrer leur flotte.
La fédération est vaincue en 56 av. n.e., les Ambiliates sont donnés, en gage de ses services, au roi des Pictons Duratios, pour le remercier de sa collaboration contre la flotte des Vénètes du golfe du Morbihan. Le roi prendra même le nomen de son bienfaiteur, Iulius, aura droit de battre monnaie et son peuple, selon le Géographe Pline au Ier siècle est déclaré « ami et allié du peuple romain ». Tout le sud de la Loire est rattaché à la province d'Aquitaine, un peuple non celtique entre la Garonne et les Pyrénées. Les Pictons abandonnent leur capitale (actuellement Vieux Poitiers) pour la ville nouvelle de Lemonum (Poitiers) et se mettent à la mode romaine, abandonnant la langue et les noms celtes avant la fin de la dynastie des Julio-Claudien (terminée avec le suicide de Néron en 68). Ils fondent la ville de Ratiatum (Rezé) pour concurrencer Condevincum (Nantes), devenue entre le milieu du IIIe siècle et le début du Ve siècle Portum Nammetum. Les Romains apportent dans la région l'usage de la tuile et la culture de la vigne (que les Grecs avaient déjà introduits en Provence), ils édifient des voies pavées (sur d'anciennes routes déjà existantes sous les Celtes), des temples et bâtiments administratifs en dur (remplaçant leurs prototypes celtes en bois). Les gallo-romains du Grand-Ouest créeront même un édifice hybride n'existant nulle part ailleurs, le théâtre-amphithéâtre.
Au IVe siècle commence l'évangélisation, impulsée par Martinus (saint Martin de Tours), officier de l'armée. À Rezé, le tombeau d'un jeune catéchumène, Lucianus devenu saint Lupien, est vénéré, passant pour accomplir des miracles thaumaturgiques. Rome installe à Tiffauges des mercenaires Taifales, venus d'Ukraine et anciens sujets des Goths.
Au Ve siècle, les pirates Saxons et Francs écument les côtes, les Alains (venus du sud de la Russie actuelle et de langue indo-européenne) ravagent l'intérieur des terres. L'un de ses chefs de guerre est même qualifié de rex ferocissimus. Une de leur bande, qui a massacré le sénat d'une ville ligérienne, sera tournée contre une rébellion sociale endémique, la bagaude, du celte bagad signifiant 'groupe, bande'. Ils font la vie dure aux grands propriétaires de villa, les obligent à remettre les dettes de leurs métayers, supprimer des titres de créances, et même ceder des terres. En Égypte avec les boucoloi « les conducteurs de bœufs » et au Maghreb avec les circoncellions « gens (rodant) autour des maisons » se manifestent la même volonté d'un meilleur partage des terres, des ressources en eau et bois, et d'une correction des abus financiers des prêteurs.
Peu romanisé, la Gaule de l'Ouest parle encore le gaulois durant cette époque. Par exemple ces Arboryques (= Armoricains) qui, devant l'effondrement graduel du pouvoir impérial, font sécession de l'empire vers 460, selon Procope de Césarée, historien byzantin du VIe siècle. C'est là qu'il faut placer les activités d'un grand général Britto-Romain, Aurélius Ambrosianus, qui régna des deux côtés de la Manche. Mais ce rêve ne dure qu'un temps, les Gallois et les Corniques (de Cornouailles) émigrent en Péninsule armoricaine, tandis que les Francs progressent Childéric (père de Clovis) vers la vallée de la Loire, où ils avaient une colonie militaire dès le Ve siècle. L'empereur Anthémius en appelle aux Armoricano-Brittons contre les Wisigoths. Depuis la (Grande) Bretagne le roi Riothame (à restituer peut-être Rigotamus = roi suprême) conduit une armée de 12 000 hommes, mais les Wisigoths l'écrasent à Déols en 469. Le sud de notre futur département connaît alors une paix relative durant presque un siècle sous les Wisigoths, qui s'adjugent l'espace entre la Loire et les Pyrénées.
Le passage de Colomban - Irlandais, Colomban et 12 moines de son ordre, traversèrent les mers, vers 575, pour venir installer un ermitage à Luxeuil (Poitou).
Ayant eu le malheur de déplaire à l’épouse du roi Sigibert d’Austrasie : Brunehaut ; Colomban fut chassé de son monastère après vingt années d’occupation, par Thierry II, roi d’Austrasie, et banni de la Gaule.
Colomban et ses moines embarquèrent à Nevers puis essayèrent, en remontant la Loire, de débarquer à Orléans. Le roi avait donné des ordres et aucune assistance ne leur était permise, ni même l’accès aux églises.
Ce voyage conduisit Colomban et les siens à Tours. Toujours par la Loire, ils descendirent jusqu’à Nantes.
Par obéissance aux ordres du roi, l’évêque Sophronius et le Comte Theodoald, cherchèrent à se débarrasser de cet hôte encombrant.
Colomban embarqua avec ses moines et entreprit de descendre le fleuve pour sortir en mer.
Alors que le navire allait gagner le large, une forte marée les refoula dans l’estuaire de la Loire où le bateau s’échoua.
Colomban débarqua. Ayant abandonné toute idée de rentrer en Irlande, il se mit en route. Il traversa le territoire au sud de la Basse-Loire, territoire maintenant connu sous le nom de Pays de Retz.
C’est en sa mémoire qu'on donnera (fondra) son nom au Haut-Moyen Âge à une paroisse du Pays de Retz, Saint-Colomban.

### Haut Moyen Âge
Un clerc de l'église de Nantes, Martinus, devint ermite dans la forêt de Doumen (sans doute la future Touffou, en plus étendue) puis créa une communauté à Vertou début VIIe siècle. Il évangélisa en profondeur les campagnes de la région. Souvent, il est confondu avec son homonyme tourangeau. Il fut le 'patron' de la paroisse de Saint-Martin du Bignon. Plus à l'ouest agit le fameux Filibertus. La commune actuelle porte le nom du célèbre saint et évangélisateur irlandais du VIe siècle, saint Colomban. Ce dernier fonda plusieurs monastères et termina sa vie dans l'un d'eux, à Bobbio, en Italie. On orthographiait saint Colomb(a)in (XVIIe – XXe siècle) et auparavant Coul(l)ombin. Le nom complet de la paroisse est « Notre-Dame de Saint-Colombin ». Cette dédicace à la mère de Jésus est un gage de sa grande ancienneté, selon l'historien Noël-Yves Tonnerre. Second indice de vénérabilité, ses frontières sont presque toutes naturelles : au nord le ruisseau du Redour la sépare de Montbert, à l'ouest la rivière de la Logne de Saint-Philbert-de-Grandlieu, la Limouzinière et Saint-Jean-Corcoué, à l'est la rivière de la Boulogne et des landes communes de Saint-Philbert-de-Bouaine (auj. Vendée) puis une voie romaine, plus au sud, à nouveau de Saint-Jean-de-Corcoué. Son église reçut, dans les années 1720, une statue de saint Colomban, don d'un Templier procureur des eaux et forêts. La présence d'individus isolés Irlandais atteste que la paroisse leur était connue pour son saint : les registres paroissiaux mentionnent au XVIIe siècle une jeune veuve de passage qui y accouche et au XVIIIe siècle un prêtre installé là qui y meurt.
À l'époque probable de sa fondation, la paroisse de Geneston n'existait pas (fondée au XIIe siècle), celle de la Chevrolière non plus, son siège étant à Passay (jusqu'au XIIIe siècle). Ce bourg aujourd'hui bien déchu fut assez puissant pour qu'un seigneur gallo-romain germanisé y fasse frapper monnaie au VIe siècle. Tout comme à Saint-Philbert-de-Grandlieu, dont les monnaies nous donnent son nom primitif : Déas, qui abrita quelque temps au IXe siècle les reliques de son saint éponyme, apportée par des moines fuyant les raids vikings : elle en devint un sanctuaire renommé. Montbert, aussi dédiée à Notre-Dame, était déjà là, née d'un groupe d'ermites dirigé a priori par un Tetbert (cf. une charte de l'abbaye de Buzay de 1150). La Limouzinière abrite les descendants d'une colonie de Lemovicii (tribu gauloise du Limousin) installée durant l'Empire Romain et Saint-Philbert-de-Bouaine, dont le nom est celtique, orthographié Boueinc ou Bouing, est sans doute déjà conséquente. Le Bignon n'est une terre sauvage, aux deux-tiers forestière, avec un sanctuaire païen aux divinités de l'eau et de la terre.
À l'opposé de cette dernière, le territoire colombanais est largement défriché dès le XIIe – XIIIe siècle, comme en témoigne l'abondance des noms de villages se terminant en -erie et -ière et un habitat extrêmement dispersé. Toutefois la moitié du territoire devait l'être déjà auparavant car ils ne sont pas majoritaires. Le pouvoir appartenait au IXe siècle au seigneur d'Herbauges, et pour le contrer, le roi carolingien donna, comme pour Rollon plus tard en Normandie, une principauté aux Vikings norvégiens (renforcés sans doute de Danois) à cheval sur le cours inférieur de la Loire. Cette occupation ne durera pas plus de vingt ans. En effet, entre 936 et 939, le prince de Bretagne Alain Barbe Torte, revenu d'Angleterre, libérera les pays de Rennes, de Nantes et de Retz des Hommes du Nord. Ce dernier se fit sacrer duc de Bretagne à Nantes qu'il consacra capitale du Duché breton. Cette reconquête permit à la Bretagne de retrouver l'intégralité de son territoire royal officialisé par le traité d'Angers en l'an 851, entre Charles le Chauve, roi de Francie occidentale et Erispöé roi de Bretagne.

### Du bas Moyen Âge à 1789

#### Les seigneuries présentes sur Saint-Colomban
Au XIVe siècle, le territoire actuel est partagé entre plusieurs seigneuries.
1 - La seigneurie du Grand Bois, dont le centre était le lieu noble éponyme, comprenait en plus quelques villages de la paroisse de Saint-Étienne de Corcoué. Elle fut absorbée au premier quart du XVe siècle par le mariage de sa dernière héritière avec un seigneur de la Touche-Limouzinière. L'un d'eux, Robin De La Touche, vers 1430, fut un véritable rançonneur qui profita de l'abaissement de l'autorité ducale à la faveur de la guerre de Cent Ans. Ses extorsions innombrables furent jugées devant la cour du puissant seigneur de Rocheservière où il dut se soumettre et rentrer dans le rang. Par ailleurs, cette famille, on l'a vu, s'était livrée à quelques excès dans les années 1390.

Les comptes de la Touche conservés pour une année en 1505-06 montrent sous un tout autre jour son successeur : c'est un homme paisible, mais embarrassé : il est absorbé par ses procès. Il aime à déguster les poissons de Passay, son épouse et ses enfants les dragées qu'elle fait venir d'Auvergne. Il porte un riche chapeau de Bourgogne. Il envoie des commis faire les courses aux foires locales, et parfois même plus loin, jusqu'à Montaigu ou Machecoul. Fait révélateur, il boude ostensiblement celle de Villeneuve, pourtant située au Bignon. Luxe suprême, il peut même s'acheter des oranges, vendues à l'unité, au port de Nantes. Enfin, il ne dédaigne pas d'embaucher qui des artisans, qui des cultivateurs de Saint-Colombin pour des plantations.
Quoique réunie à celle de la Touche, la juridiction du Grand Bois continua d'avoir ses propres assises, alternativement tenues au bourg et au Noyers, chacun de ces deux lieux ayant ses notaires pour rendre compte des plaids généraux. Elles réunissaient tous les habitants et les propriétaires non résidents de la seigneurie, et avait valeur de tribunal arbitral de première instance. Courant XVe siècle les affaires mineures sont les seules traitées : contestations de terrains, non-paiement de droits seigneuriaux, amendes, qui pleuvent d'autant qu'elles sont diversifiées (divagation de bétail, dégradations). À l'époque classique, la Touche perd en importance et c'est à Machecoul, capitale du duché-pairie de Retz, seigneurie dont ils dépendent, que ses sujets font l'essentiel de leurs démarches.
Les registres de ses assises sont uniques en Loire-Atlantique par leur très grande ancienneté : ils remontent à février 1395. Pour donner une idée de la fréquence des assemblées notons que de février 1395 à mars 1418 il y eut 73 plaids généraux. Le traité de Troyes, unifiant France et Angleterre coupa le royaume en deux : au nord de la Loire les anglo-bourguignons, au sud, le royaume de France, dont Bourges fut la modeste capitale.
Les désordres du temps interrompirent la tenue des assises, qui ne reprennent qu'en septembre 1427. Mais la guerre de Cent Ans les empêchera encore en 1432 et 1434. Le premier cahier de parchemin s'interrompt en août 1437. Un second cahier s'ouvre en mai 1486 et s'achève en 1498. Des rares copies ou fragments subsistent pour le XVIe siècle, et c'est ensuite un troisième cahier, courant de 1603 à 1609. Son intérêt est de lister tous les habitants convoqués. Pour l'anecdote une forte minorité de sujets ne s'y rend pas.
Il ne subsiste de ce vieux domaine que les communs et une entrée monumentale datant du XVIIe siècle avec portail en fer forgé et pilastres surmontés chacun d'un lion de pierre. Le château actuel ne date que du XVIIIe siècle. En 1904, le château appartient à la famille Ecomard, puis il sera vendu quelques années après à la famille « De Liancour ».
2 - La juridiction de Villeneuve en Saint Colombin, est une seigneurie ecclésiastique dépendante de l'abbaye de Villeneuve au Bignon (actuellement restaurant sur le territoire des Sorinières). Elle couvrait une assez vaste portion de Saint-Colomban. Ce sont les moines de Villeneuve qui présentaient le recteur de la paroisse, sans doute depuis sa fondation au XIIIe siècle. Nous ne conservons rien de ses assises si ce n'est par copies éparses pour les besoins de procédures. Elles se tenaient elles aussi dans le bourg, à concurrence du Grand Bois. Conscient de cette bizarrerie, les habitants soutenaient plutôt les prétentions du seigneur de la Touche, d'où d'interminables procès entre ceux-ci et les moines au XVIIe siècle. La situation financière précaire de l'abbaye ne fut pas à même dans ces temps là de toujours bien payer son personnel (procureur, greffier et sergents) et l'on vit même dans les années 1660 des hommes masqués et en armes surgir dans l'enceinte du lieu des plaids, qui donnèrent la chasse à l'un de ses magistrats ! Dans un autre cas, elle n'a même pas quelqu'un de disponible afin auditionner un Colombanais emprisonné pour dettes. Elle ne possède pas de geôle, et c'est à la prison du Bouffay à Nantes que sont envoyés les condamnés. À l'époque classique, elle devient la juridiction autochtone par excellence, par opposition à celle de la Touche-le Grand Bois affiliée au duché de Retz, et est nommée de plus en plus souvent à partir de Louis XIV « juridiction de Saint Colombin ».
3 - La seigneurie des Huguetières, a comme sujets plusieurs villages le long du ruisseau du Redour, séparant la paroisse d'avec celle de Montbert (qui s'étendait 4 kilomètres plus à l'ouest qu'actuellement) et de Geneston (alors toute petite, avant les annexions de 1866). Son siège était un château situé dans un bois sur la Chevrolière, qui fut réuni dès le XVIIe siècle, tout comme le Grand Bois / la Touche-Limouzinière, sous la juridiction du duché de Retz, dont la capitale était à Machecoul. On conserve de ses livres de comptes du XVe et XVIe s. où l'on trouvera des noms de Colombanais dans les listes d'éleveurs de bestiaux payant le droit de les faire divaguer dans les sous-bois (pour les porcins cela se nomme 'la glandée'). Une damoiselle fille du châtelain des lieux (qui depuis le XVe s. réside à Châteaubriant, son puissant seigneur ayant hérité des Huguetières) alors en voyage, fera un don en 1426 à l'église de Saint Colomban.
4 - La seigneurie de Rocheservière, centrée sur cette ville (auj. Vendée) n'avait qu'un assez petit territoire sur la paroisse.
Les nobles avaient le droit outre de haute et basse justice, de prélever des rentes en argent ou en nature (céréales, chapon, poulets, agneaux, naves pour Saint Colomban) mais pouvaient retenir pour eux les terres sans héritiers, les épaves dérivantes, percevoir une taxe sur les successions, ou les mariages, appelée « droit de cuidage ». Ils avaient autour d'eux des domestiques. L'une d'elles parvint à épouser un gros propriétaire étranger à la paroisse, s'unissant fort romantiquement dans la chapelle noble de son maître.
Le duché de Bretagne étant uni à la France par François Ier en 1532, toutes ces seigneuries sont sous la seule férule d'un même État.
La révolution a aboli toutes ces juridictions en créant cantons et départements, centralisant la justice au chef-lieu de ce dernier.

#### Les anciennes familles nobles
Les vrais nobles, qui portent le titre d'« escuyer » sont peu très nombreux dans la population. Une branche de la famille de marchands et plumitifs, connue depuis le XIVe siècle, les Templier, sieurs du Chiron ou de la Rabatelière, obtinrent la noblesse dans les années 1670.
La famille Rocquet, de noblesse chevaleresque, a pour origine le fief de Besson à Saint-Colomban. Elle est attestée dès le XIIe siècle. Elle se scinde en deux branches vers 1500, l'aînée qui resta noble, et la cadette, tombée dans la roture. La branche aînée porte le nom de famille de La Tribouille depuis le XIVe siècle. Elle a des liens très forts avec Saint Philbert de Bouaine. Sous Louis XIII elle quitte le territoire de Saint-Colomban. Ses lointains cousins roturiers s'attribuent un temps le titre de « sieur de Bessons » qu'elle affectionnait aussi. Elle avait son enfeu dans l'ancienne église de Saint Colomban. Ce lieu de sépulture fut sans doute refait à neuf au cours du XVIe siècle. Les généalogistes du XVIIIe siècle leur ont attribué des titres de courtoisie irréguliers. Les documents montrent une titulaire bien plus modeste : le regretté Pierre Parois, du groupe histoire de Saint-Philbert-de-Bouaine estime qu'à l'origine il ne s'agissait que d'un simple chef de troupe, tenant garnison, et gardant la frontière sud du duché, et rien d'autre.

#### La vie paroissiale

##### Les recteurs et le personnel religieux
Le premier curé connu apparaît dans une charte en latin de l'abbaye de Geneston datée de 1192/93, Robert de Sancto Columbano (au XIIe s. le nom de la paroisse est sous sa forme irlandaise latinisée Columba). Il est qualifié de sacerdos, appellation grecque (déjà archaïque puisqu'on préfère le latin presbyter) pour dire prêtre. Le second attesté apparait sur un parchemin de 1396 où signification est faite par un sergent aux seigneurs de la Touche, les frères Jehan, Perrot et Sevestre, de cesser leurs vols (mil, avoine, vendange) dont pâtit, entre autres, Jehan Allart "prestre recteur de l'eglise de Saint Columbain". Du 3e connu, c'est à un seigneur de s'en plaindre en 1482 : Jehan Denyau n'assure plus la messe le dimanche et laisse à l'abandon la paroisse. Le remplace Guillaume Deniau (c1446 - après 1506) installé depuis circa 1476 à Saint Colomban attesté de 1491 à 1507, puis Pierre Lebastard connu en 1518. Charles Bouschaud cité en 1554 et 1561 lors de tournées d'inspections du représentant de l'évêque de Nantes. La cure menace alors ruine, le cimetière est dans un état déplorable, de simples prêtres s'adonnent à la boisson en fréquentant les tavernes (comme à la Chevrolière, tandis qu'un autre, à Montbert, est aussi négociant sur les marchés). Les fautifs eurent ordre de ne pas paraître devant le délégué diocésain durant la visite !
Durant les guerres de Religion, maints troubles eurent lieu : deux prêtres assassinés au Bignon années 1560, saccages dans l'église d'Aigrefeuille, cure contestée entre plusieurs prétendants au Bignon années 1590. La paroisse de Saint Colomban semble mieux s'en tirer, Gabriel Bonnet curé dès 1582 résiliera sa cure le 27 janvier 1591, remplacé au pied levé par Sébastien Pichault, qui doit laisser la place en janvier 1592 à Clement Templier, remplacé par Mathurin Blanchet en 1599, qui est attesté jusqu'en 1609. Ensuite, la paroisse de Saint Colomban connaitra plus que chez ses voisines une grande stabilité : de 1621 à 1700 seulement quatre curés, de 1701 à 1789 cinq curés.
Il y eut quelques rares protestants à Saint-Colomban, au moins un Guillebaud fabricant de serge, et tout du moins des sympathisants dans les familles aisées. On les repère aux noms bibliques de leur progéniture, qui est une de leurs signatures onomastiques, un village entier est passé à la réforme à Saint-Philbert de Bouaine, quelques familles à Saint-Étienne de Corcoué, un tisserand à la Grolle (actuelle Rocheservière). En témoignent les registres réformés de Vieillevigne et les abjurations des registres paroissiaux. En effet, la honteuse révocation de l'Édit de Nantes de 1685 les fit disparaître, et avec eux la communauté hollandaise de Nantes, qui commerçait principalement le vin blanc qu'elle réexportait en Haute Bretagne et surtout vers les ports flamands, afin de confectionner de l'eau-de-vie pour les marins. Seuls ceux renonçant à l'« hérésie de Luther et Calvin », à la « Religion Prétendument Réformée », abrégée R.P.R., selon la formulation des catholiques, purent demeurer sur le territoire. La plus importante communauté et la seule qui eut un pasteur, fut celle de Vieillevigne, composée de nobles, bourgeois, professions médicales, liées à l'armurerie et surtout, au tissage. Une partie choisit l'exil en Angleterre.
Comme partout en France, la restauration se fera à la suite du concile de Trente, qui dura plusieurs décennies, au XVIIe siècle. Le séminaire fut généralisé et la formation des prêtres grandement améliorée. Tout prêtre devait pouvoir justifier au XVIIe s. de 200 livres de revenu annuel pour postuler à une cure, une somme assez conséquente. Ainsi s'explique que, comme dans tout le pays, les familles de Saint-Colomban ne fourniront désormais plus de curé, mais seulement le vicaire, son second, et de simples prêtres, dont le nombre ne cessera de diminuer tout du long du XVIIIe siècle. Un excellent recteur, quoique affaibli par une maladie chronique, Bourgevin, dirigea la paroisse de 1656 à 1679. Quand survint la Révolution, le curé était L. Giraud, en poste depuis janvier 1783, succédant à un certain Collet.
Simples prêtres et vicaire se procurent un complément du revenu avec les chapellenies ou fondations pieuses, contre prières pour l'âme des défunts de la famille qui les payait grâce aux loyers des terrains et bâtis affectés à son revenu. Les plus modestes sont affectées à un autel dédié à un(e) saint(e) situé dans l'église même, parfois financé mais c'est rare par le créateur de la chapellenie. Les plus riches fondations de ce genre donne lieu à l'érection de chapelle, soit acollées à l'église, soit sur un domaine rural. L'on connaît au XVIIe siècle une chapelle à la Mandironnière et une autre, plus tardive au lieu-dit de Besson. Notons encore que les sacristains sont recrutés dans une même famille élargie : les Picard du bourg (tout comme les Deniau du bourg à Montbert qui le furent plusieurs siècles).

##### Le conseil de fabrique
Autour du « recteur », nom donné à la fonction de curé en comté de Nantes et en Anjou, la population masculine, majeure et bonne catholique, élisait annuellement deux marguilliers, qui présidaient le conseil de fabrique, ancêtre du conseil municipal. Nous avons incidemment quelques noms depuis le XVIe siècle : ils sont notables, artisans, laboureurs. Le conseil avait à gérer l'entretien de l'église, de la cure et le cimetière et les objets du culte. Ceux-ci n'étaient jamais à l'abri d'un vol, notamment les habits sacerdotaux, comme l'atteste un cambriolage dans la petite église de Saint-Christophe de Chartreuse (actuellement annexé à Rocheservière) dans les années 1760. Le conseil gérait encore les comptes de la paroisse, établissait la liste des pauvres à nourrir.
Il devait encore aider aussi le pouvoir royal à répartir l'assiette de l'impôt, tel que les fouages (impôt par foyer) et depuis Louis XIV celui de la capitation, très impopulaire (impôt par tête). Enfin, il devait tirer au sort au moins deux jeunes hommes pour aller accomplir leur service dans les armées du roi comme « milicien » : nous connaissons dans les années 1670 un Desramé et un Deniau qui furent garde-côtes. Quand la population n'a pas envie de les laisser partir, elle paye des remplaçants, en général de pauvres Bretons bretonnants, qui étaient les immigrés de l'époque, avec les Irlandais.
Les papiers comprenant les délibérations du conseil et les titres de propriété de la paroisse étaient conservés dans un coffre et un responsable gardait la clef. Ses archives sont malheureusement intégralement perdues avant la Révolution, jusqu'à preuve du contraire.
La paroisse était divisée en subdivisions appelées « trèves ». Elles étaient au nombre de trois et recouvraient respectivement les limites des juridictions du Grand Bois, de Villeneuve et des Huguetières. Chacune élisait les responsables de la collecte de l'impôt, le collecteur et celui chargé d'aller porter au trésor à Nantes la précieuse cassette. La perte des notaires de la paroisse nous prive des rôles (listes) de l'impôt des fouages. Ceux de la capitation sont aux Archives départementales de la Loire-Atlantique. Ils détaillent ce que paye chaque chef de famille.
Les habitants participèrent à une grande procession mémorable en direction de Saint-Sébastien, dans les années 1670, en partant à l'aube, et effectuant plus de quinze kilomètres à pied, dans la journée.

#### La vie quotidienne de 1620 à 1789
La population avant la Révolution était moins importante qu'aujourd'hui. La grande peste de 1346, les guerres, les épidémies de peste et de dysenterie des années 1620 et 30 en réduisirent le nombre. La réformation des feux (foyers fiscaux) imposables de 1429 pour l'impôt des fouages indique pour la paroisse de 'Saint Coulombain'  2 nobles, leurs 3 métayers, 5 pauvres (exemptés) et 30 contribuables. Sachant qu'un foyer compte en moyenne six personnes (des chercheurs donnent un chiffre plus grand) la paroisse avait donc au moins 250 habitants.
Après les guerres de religion, la dévaluation de la livre fut si importante que les plus riches habitants de Saint-Colombin lui préférèrent la monnaie d'or espagnole, la pistole. À partir de Louis XIII, une reprise économique très nette a lieu dans la région. Une puissante veuve d'un gros propriétaire de la paroisse, Catherine Laurent, dame de la Roullière deux fois veuve, et qui réside à Nantes, joua dans les années 1620 le rôle d'une " banquière " en finançant surtout des investissements productifs. Elle aida maints entrepreneurs, marchands, artisans de Saint-Colombin. C'est une femme de caractère, selon son contrat de mariage avec son 2nd époux fin XVIe (ils vivront sous le régime de la séparation de biens). Son testament en 1629 montre qu'elle due se repentir d'avoir prêté de l'argent à intérêt, probablement, disant rejeter les œuvres du Diable, avait été en proie à des agitations et trop espéré pour elle. Une douzaine d'actes d'un petit notaire du village des Noyers, Jan Charier, conservés par son parent nantais à son tabellion, permettent d'entrevoir la vie quotidienne à cette époque.
Mais la population nous est connue surtout, et encore, par les registres paroissiaux. Ils remontaient à avant 1554, l'évêché de Nantes mentionnant alors leur tenue, et seront détruits durant la guerre civile dite « de Vendée ». Il ne subsiste que les doubles, institués en 1668 pour la province de Bretagne. Conservés à Nantes, et actuellement aux archives départementales de la Loire-Atlantique, ils débutent en janvier 1669. Mais nous manquent les périodes 1680 à 1695 et 1700 à 1702. Le dernier double reçu par le présidial de Nantes est celui de l'année 1789, tout comme Geneston. Les troubles qui suivirent ne permirent plus d'en envoyer d'autres. Ils sont remarquablement tenus au début, tant par le curé Bourgevin que son successeur. Les sépultures donnent le lieu de décès, les baptêmes celui de naissance, avec ondoiement à la maison en cas de péril de mort des enfants, et motif d'absence du père dans les années 1670, qui est une rareté et est très intéressante sociologiquement. Celui-ci en effet est souvent parti, notamment pour affaires. C'est par ces indications que l'on devine qu'une épidémie frappa la population en 1669. À partir des années 1690, nous avons l'âge de décès. Les mariages livrent les noms des parents, les dates de fiançailles (années 1670 seulement), l'attestation de majorité ou de minorité (à 25 ans avant le Code Civil), et donnent les témoins.
L'écrasante majorité des habitants était attachée à la terre, laboureurs, métayers, mais toute une hiérarchie existait. Les plus riches s'auto-intitulaient « sieur », et bien souvent étaient passés auparavant par le stade de marchand. Certains allaient de métairie en métairie, sur les plus mauvaises terres. La plupart vivait en communauté de producteurs, ce qui leur assurait une assurance maladie et vieillesse. Elle tenait régulièrement ses comptes. La vigne était exploitée en commun et pouvait être « franche », c'est-à-dire sans redevance seigneuriale. Mais dans la plupart des cas, elle était soumise à devoir du quart de la vendange à mener au pressoir du propriétaire. Il existait aussi les très impopulaires corvées, des jours de travail non payés dues au seigneur, en général des travaux de voirie et d'entretien au XVIIIe siècle. Néanmoins, les hommes étaient nourris. Ainsi, ce sieur de la Roulière, convoquant de trente chefs de familles pour réparer les moulins à eau de Pont James, dont quelques fortes ? femmes. Une héritière de ce domaine engagea un long procès contre l'abbaye de Villeneuve.
L'activité artisanale est elle aussi bien représentée au XVIIe siècle, quoique bien moindre qu'à Legé, par exemple, et connait un certain repli au XVIIIe siècle : la diversité des métiers s'amenuisant. Une dynastie de forgerons y fut renommée sous Louis XIV. L'industrie utilise les forces naturelles : l'eau et le vent, avec les moulins. Les premiers servaient à la fabrication de tissus, les seconds à moudre les blés. Au XVIe siècle, il n’y avait pas moins de quatre moulins à Pont James, tant à vent qu'à eau. Les marchands formaient une forte minorité, instruite et concourant à développer l'alphabétisation. Ils s'adonnent principalement au commerce du vin blanc, très lucratif, tandis que les débits de boissons étaient souvent entre les mains d'étrangers à la paroisse. En s'enrichissant, ils se faisaient appeler « sieur » de ceci ou de cela, et leurs épouses « damoiselle » ou « dame » et pour les plus en vue, « noble homme ». Citons pour mémoire la famille Mainguy. Bien souvent, elles trustaient en même temps les emplois de plumitifs ou les sergentises auprès des juridictions locales.
Un habitant de Saint-Colomban, coupeur de bois de son métier, fut l'un des cinquante fondateurs de Montréal au Canada, cf. infra. Un autre fut assassiné par des bandits opérants à partir des franges du Bignon, dans les environs de l'abbaye de Villeneuve. Sa foire annuelle attirait non seulement les marchands, mais aussi noceurs et bagarreurs. On signale plusieurs noyades sur Saint Colomban, dont l'une due à une chute dans un puits d'une servante, années 1670. Un fils de meunier sera foudroyé au XVIIIe s. par la foudre dans son moulin etc.
La sage-femme la plus renommée dans les années 1670 était de la Limouzinière et exerçait ses services aussi à Saint-Colomban, qui avait les siennes (on en a pas conservé un nom). Les chirurgiens, qui accomplissaient tout acte nécessitant une intervention sur et dans le corps, ne restaient pas longtemps en poste, mais celui-ci est toujours occupé au moins dans le dernier tiers du XVIIe siècle. Les meuniers étaient des familles atteignant facilement l'aisance. Le moulin se transmettait de père et fils. Sa partie la plus essentielle n'est pas comme on le penserait les ailes, aisément réparables, mais la meule à broyer. Elle avait même son artisan spécialisé : l'amoulangeur. Elles étaient confectionnées, à ce qu'on puisse en juger, dans les carrières autour de Nantes, selon un acte notarié du XVIIe siècle où un De La Tribouille s'emporte de voir ses meules débarquées sans ménagement d'une barge en Loire et de les retrouver en dizaines de morceaux, toutes cassées.
Le mobilier des habitations se composait selon les inventaires des XVIIe siècle surtout de coffres, d'une table, de bancs et c'est tout. Les chaises et les armoires sont pour les gens aisés. L'essence utilisée est massivement le chêne. Avant le XIXe siècle, les gens du communs ne connaissent même pas la fourchette. C'est au XIXe siècle seulement, que le vin devint de consommation courante, générant un alcoolisme problématique dès la Belle époque. Les laboureurs fabriquent leurs outils agricoles. Saint-Colomban est la seule paroisse de la région dont un inventaire du XVe siècle est connu, transcrit chez le notaire Nepvouet de Saint-Philbert de Grandlieu.
Du fait de la mortalité infantile, peu de familles ont plus de trois enfants parvenant à l'âge de se marier. Les notables, parce qu'ils vivent mieux, sont souvent ceux qui en ont le plus de vivants. Un notaire Guillemot eut seize enfants dans les années 1670-1700, dont sept survivront, mais une famille plébéienne comme les Desramé recèlent un couple de vieillards qui ont cinq, et peut-être six fils, qui tous seront mariés et père d'une progéniture, ce qui reste un cas exceptionnel mais leur assurant pour le coup une nombreuse descendance.
Nous connaissons certains pauvres au XVIIe siècle, parce que par dévotion, les sieurs De La Tribouille choisirent parmi eux en 1669, temps de calamité on l'a vu, les parrains et marraines de leurs enfants. Ils furent imités par une autre famille. Pour améliorer l'ordinaire, il y avait la contrebande, notamment l'alcool distillé chez soi, deux cas connus au Bignon dans les années 1680, ou encore le sel. À Vieillevigne, qui touche le Poitou, les anciens parlent encore d'un chemin des contrebandiers, car la très impopulaire gabelle, l'impôt sur le sel, ne s'appliquait pas à la Bretagne, en vertu d'un accord lors du rattachement de la province, créant ainsi un différentiel de prix très tentant de part et d'autre de l'ancienne frontière.
La fin du règne du Roi-Soleil fut calamiteuse. Le taux d'alphabétisation, on le voit par les signatures des registres, s'effondre dans les années 1690-1700, les titres relevés par les familles enrichies s'effacent en partie. En 1709, une épidémie décime la population, principalement les enfants et les jeunes adultes. À la suite d'un froid polaire (la Loire gela et était traversable à pied), le Régent ordonna en 1720, au nom du jeune Louis XV, une enquête sur l'état de l'agriculture. Pour le territoire du département nous conservons les rapports, paroisse par paroisse, dans les papiers Meslier, du nom d'un maire de Nantes dans les années 1720. À Geneston, presque tout le gros bétail a été abattu pour manger, quelques vaches plus mortes que vives. À Montbert, le curé confirme la disette et dénonce les « coquards », autrement dit les gens du voyage, les accusant de vol, mais surtout, de ne pas vivre en sédentaire. Fort insidieusement, les autorités avaient, juste après la rubrique épizootie, introduit celle concernant les troubles, et les gens indésirables. À Nantes, le roi fait déporter en Louisiane quelques turbulents jeunes gens, selon un registre d'entrée à l'hôpital central de Hôtel Dieu de 1726.
Au premier quart du XVIIIe siècle, l'on constate que si l'un des conjoints meurt, c'est dans la majorité des cas, un remariage dans l'année qui suit, parfois même quelques mois après. Une relative tolérance se fait jour au 1er quart du XVIIIe siècle vis-à-vis des couples non mariés en attente d'un enfant ; le plus souvent on les marie, le plus vite si faire se peut, que la future soit déjà mère ou visiblement enceinte. Lorsqu'il y a eu scandale, les futurs sont quitte pour expier leur péché en implorant Dieu dans la chapelle de la Miséricorde, à Nantes, qui semble dédiée à l'union de tels couples.
C'est au dernier tiers du siècle que les choses commencent à se gâter à nouveau, principalement d'abord à cause du climat : d'après les registres paroissiaux de la Chevrolière, on sait encore qu'il y a eu de fortes gelées en 1766, qui tuèrent presque toute la vendange. Le prix des alcools subséquemment monta en flèche.
Des progrès dans l'agriculture relancèrent celle-ci dans le Nantais sous Louis XV. En témoignent châteaux et manoirs édifiés en style néo-classique au XVIIIe siècle dans toute la région. La source principale de richesse restant la terre, ils en sont les éclatants symboles. La présence successive à Nantes de deux architectes titulaires du prestigieux prix de Rome a eu pour effet de stimuler cette frénésie architecturale de recherche du beau et du fonctionnel. Le mouvement ne s'arrêtera que dans les années 1820, avec la Garenne Lemot à Clisson dans un goût fortement inspiré par l'Italie. Saint-Colomban en possède plusieurs, tous du XVIIIe siècle, hélas très abîmés pour la plupart durant la guerre civile. Ainsi le château de la Mouchetière, bâti en 1781 par la famille Guillermo, fut-il incendié en 1794, tout comme le manoir du Pay-Richereau. De l'ancien château de la Roulière ne subsiste que le colombier, édifié en 1784, et les douves.

### De la Révolution à la Libération

#### Les changements apportés par la Révolution
À la suite de l'effervescence en 1788 des parlements locaux (bagarres mortelles entre jeunes nobles et bourgeois à Rennes, journée dite des tuiles à Grenoble pour défendre les parlementaires frappés d'exil par le roi) et vu l'état alarmant de ses finances, Louis XVI convoqua, pour la 1re fois depuis le XVIIe siècle, les États Généraux. Le 24 janvier 1789 en fut fixé le Règlement Général : chaque bailliage ou sénéchaussée élirait son député. Or la paroisse fait partie des Marches de Bretagne, et plus précisément des Marches avantagères à la Bretagne sur le Poitou, qui ne relevait d'aucun bailliage ni ne formait une sénéchaussée. Grâce à l'appui du syndic général des Marches et au marquis de Juigné et de Montaigu un règlement spécial leur octroya le 19 février une représentation. L'assemblée des Marches, annoncée le 26 février, se tint du 31 mars au 3 avril au château de Montaigu. 85 personnes sont présentes, dont 18 pour le clergé et 16 pour la noblesse. Parmi le tiers états se trouvent les deux représentants de Saint-Colomban, élus le 22 février par délibération des habitants : François Leraulle sieur de la Goulinière, propriétaire, et Hugues Hervouet sieur de la Jaufraire, maître chirurgien. Ils participèrent à l'élection des deux députés du tiers : un avocat de Legé et un médecin, trésorier des Marches, de Montaigu, puis leurs suppléants.
Les trois ordres, fait remarquable, rédigèrent en commun le 2 avril leurs doléances dans un document unique, comprenant cinq articles, vraisemblablement sous l'influence de l'abbé Richard, d'opinion traditionaliste et, docteur en droit. L'adresse au roi est fort respectueuse et cela ne doit pas encore surprendre. Noblesse et clergé n'arrivent pas à s'entendre toutefois avec le tiers état sur le droit de chasser les bêtes nuisibles pour les cultivateurs, ni sur l'institution d'un maître d'école par paroisse. C'est plus tard, au cours du printemps, que Saint-Colomban rédigea son propre cahier de doléances. Mais hélas, la guerre civile dite « de Vendée » en a fait disparaître les originaux, à part pour la partie Bretagne de la Trinité de Machecoul et de Saint-Étienne de Corcoué. Pis, selon l'historien de Gétigné, les doubles auraient brûlé dans l'incendie du château de Montaigu le 21 septembre 1793. Pour en avoir une idée on pourra se reporter à celui de Montbert, qui est tout proche et hors des Marches.
La Révolution, initiée par le roi Louis XVI (il avait émancipé les protestants en 1787) apportera sous son règne le principe de l'élection, la liberté de la presse et la fin de l'interdiction de la musique italienne (janvier 1789), la suppression de la torture, l'émancipation de Juifs, la suppression des droits féodaux (4 août 1789) par l'auto-proclamée Assemblée Constituante, la déclaration des Droits de l'Homme et du Citoyen, la départementalisation, la majorité passant de 25 à 21 ans, etc. Mais elle supprime les parlements provinciaux, les corporations (garantes de l'emploi, d'une juste rémunération, de garanties maladie et retraite) et la libre association des petits indépendants, employés et ouvriers. Elle proclame néanmoins l'ère de la Liberté. Lors de la chute de la Monarchie en septembre 1792 on se dira en l'an 1 de l’Égalité. La Convention, dans sa Constitution de l'an II en 1793 étend le suffrage à tous les hommes majeurs, établit le contrôle des prix des blés, prévoit un secours pour les indigents (la dissolution du clergé régulier et de ses institutions charitables en 1790-91 laissait un vide).
En revanche, la liberté de la presse cessa pour les journaux royalistes (automne 1792), girondins ou fédéralistes (printemps 1793). La guerre étrangère (après l'Autriche et la Prusse en 1792) menaçait toutes les frontières : en février 1793 la Grande-Bretagne et la Hollande, puis en mars suivant le Piémont-Sardaigne et les Deux Siciles, l'Espagne et le Portugal entrèrent en guerre contre la France républicaine. Des soulèvements en Normandie, Dauphiné (notamment Lyon), en Provence (Toulon et la Corse se donnent aux Anglais) allaient raidir le régime. La Convention (chambre des députés), de concert avec les membres du Comité de Salut Public, instaura peu à peu la Terreur.
La Constitution Civile du Clergé (abrégé C.C.C.) avait déjà provoqué en 1791 le rejet assez majoritaire du clergé régulier. Ceux qui ont prêté serment (jureur, ou assermenté) suscitent une forte opposition dans l'Ouest dès leur installation. À Saint-Aignan de Grandlieu, le curé est persécuté par les habitants, tandis que des prêtres restés fidèles à Rome doivent s'exiler (au Portugal pour celui de Geneston), d'autres prendront 'le bocage'. Les vicaires assurent la relève des curé en fuite (à Saint-Colomban, au Bignon). À Legé, le curé reste et, dans ses registres clandestins, relate quelques horreurs : massacre de 200 prisonniers républicains, bouches en trop à nourrir pour les insurgés, en représailles aux tueries des Colonnes Infernales, nom que l'historiographie catholique conservatrice donnera aux troupes de répression.
La guerre civile et ses conséquences
Le 10 mars 1793 au matin, au son du tocsin, refusant la levée en masse de 200 000 hommes et mille et une vexations des pouvoirs cantonaux et départementaux, les provinces de l'Ouest se soulevèrent, chassant prêtres et municipalités favorables au régime, massacrant gendarmes et gardes nationaux et les républicains notoires (Machecoul, Saint-Philbert de Bouaine). La constitution de l'an II consacrera le « droit à l'insurrection » contre l'oppression du gouvernement. L'ironie est que le soulèvement illustrait cette possibilité... légalisée. Un soulèvement mi-spontané, mi-complot royaliste. La première organisation des rebelles fut civile, par la création de comités au sein de chaque paroisse pour remplacer les municipalités. Celui de Remouillé, au 10e jour de l'insurrection se proclama anti-aristocrate et anti-démocrate (ce dernier terme est alors une insulte pour la 'gauche' radicale) et mentionne 20 000 paysans en armes dans le Sud-Loire !
Ce dernier déplorait encore l'absence du bourgeois et du noble, pourtant il ne faudra que quelques jours aux commandants nés de la révolte pour aller quérir eux-mêmes ses généraux, propriétaires bourgeois et, souvent, petits nobles ruraux, seuls à avoir eu, du reste, une formation militaire. Ainsi le comité de Saint-Philbert de Grandlieu avait désigné dès le 18 mars un responsable militaire pour sept paroisses (dont cette dernière), Jean-Baptiste de Couëtus (1743-1796), ex officier de l'armée royale, retiré en 1792, où il avait atteint le grade de capitaine.
Nous avons sur Saint-Colomban un témoignage de première main, donné en mai 1793 à Nantes par le citoyen Philippe Pascal, receveur de l'Enregistrement, Domaines et droits y réunis (petit fonctionnaire du fisc) au Bureau de Pont James (le plus gros village de la commune, formant un bourg). Il dit avoir vu des révoltés, qu'il nomme le plus souvent 'brigands', porter de grand crucifix à leur ceinture, ceinture faite à partir de rideaux pris dans le manoir d'un 'patriote' (comprendre républicain). Les offices reprennent dans l'église de Saint-Colomban avec le vicaire Pelletier, prêtre réfractaire. Celui-ci, conscient de la situation explosive, s'abstint de faire un sermon politique, n'attaquant pas le gouvernement. Déjà, il fallut empêcher un " païsan " du village du Racinoux d'occire la citoyenne Martin dite De Barres. Un certain Gobin s'est déclaré lui-même commandant de Saint-Colomban. Sa première mesure est de réquisitionner les plus riches afin de ravitailler les troupes insurgées, la plupart ayant été obligés d'obtempérer. Ses deux capitaines étaient homonymes, François Hervouet et François Hervouet dit Des Forges. L'un d'eux ne semblant guère y mettre du sien, se prendra un coup de fusil énervé d'un compatriote ! On se prépare au combat, à la Limouzinière, le prêtre réfractaire Joly confessa un grand nombre de rebelles, afin qu'ils aient l'esprit rasséréné.
Au nord de la Loire en Loire-Atlantique, le mouvement est rapidement écrasé (c'est l'affaire d'une semaine) et survivra sporadiquement mais de façon endémique dans le reste de la Bretagne sous le nom de « chouannerie ». Au sud-Loire elle est victorieuse (20 000 hommes en armes selon le comité de Remouillé) et tient un vaste territoire durant près d'un an. Mais l'envoi de troupes aguerries par les combats sur la frontière de l'est va changer la donne. L'un des chapitres les plus sanglants de l'histoire de la commune va alors s'écrire.
Après une série de revers subis par les troupes républicaines devant le général Charette, le général républicain Florent Duquesnoy, à la tête de 4 000 hommes, est décidé à en découdre. Une rencontre a lieu à Saint-Colombin le 10 février 1794. Face à lui, 3 000 hommes commandés par François De Charette et Charles Sapinaud. La bataille tourna à son avantage, nous ignorons ses pertes, mais il n'a que 100 blessés. En face, 300 à 400 morts ou blessés. C'est donc « après » les combats qu'eut lieu, au village de Pont-James, le massacre de 500 habitants, qu'une plaque commémorative, sur la façade du clocher, rappelle depuis 1947. Toutefois, il semble qu'ont été inclus les tués au combat, ce qui donnerait un chiffre exagéré. Il est avéré que plusieurs tueries ont eu lieu au Luc-sur-Boulogne, mais que le curé les regroupa en un bloc. Cela ne change rien au total de pertes, mais est plus à même d'entretenir le souvenir. C'est finalement une saignée démographique sans précédent. La chute de la population pour Geneston s'estime entre 44 et 58 %, non comptés les réfugiés ailleurs (d'après la capitation de 1790, donnant les chefs de famille et leurs domestiques et le recensement en 1796 des habitants de plus de 12 ans).
Les ordres signés émanant de la capitale ont pourtant de quoi faire frémir : brûler tous les moulins pour priver la population de pain, tout ou grande partie des bourgs, dont parfois les églises, saisir les grains, arracher les vignes, couper les arbres fruitiers, tuer tout porteur d'arme sans considération de sexe ou d'âge, capturer, déplacer et interner les familles des « brigands ». Le curé de Legé atteste dans son registres clandestin avoir vu des bébés embrochés à la baïonnette, pour économiser des balles ! Les viols ne furent pas rares, appelés pudiquement la « maladie bleue ». Ces 'enfants de la honte', allèrent remplir les orphelinats. De cela encore dans les années 2000, selon l'historien héraldiste nantais De Pressencé, on ne parle pas.
La guerre civile divisa les familles, un maire de Remouillé, réfugié à Nantes et craignant d'être accusé de tiédeur, dénonce son fils. Un cabaretier de Geneston, Louis Guisnel, soupçonné d'être un indicateur, est lynché par la population. À l'inverse, un Philbert Leauté vicaire de Saint-Aignan, futur curé de Saint Philbert de Grandlieu et natif de Geneston, est sollicité par un jeune bourgeois républicain nantais (le camp d'en face donc), garde national, parce qu'il sait soulager son mal grâce à sa science des plantes.
À Nantes, Jean-Baptiste Carrier, fit noyer par centaines prêtres réfractaires, rebelles ou supposés tels, femmes y compris. Ses excès le firent dénoncer à son tour, et il fut désavoué par le Comité de Salut Public qui le rappela à Paris.
La force armée demeura dans le pays quelques années, mais dut bivouaquer, leurs prédécesseurs ayant incendié trop de maisons !
La paix ne revient que peu à peu à partir de 1796-97, et c'est à ce moment que sont enregistrés civilement les décès de la guerre civile, et encore les enfants en bas âge manquent-ils souvent. Intéressant est celui de Pont-Saint-Martin, qui relate le lieu et les circonstances de leur mort. Dans ces années là, les autorités cantonales et départementales réinstaurèrent l'impôt (non payé depuis 1793), mire en adjudication les postes de percepteur (un par commune) et de garde champêtre, les premiers fonctionnaires au sens moderne du terme.

#### Reconstruction et reprise auXIXesiècle
La commune a été instituée par la Révolution, le maire (ou officier civil) étant désigné par le conseil municipal lui même élu par l'ensemble des hommes majeurs. Napoléon Ier fera désigner celui-ci par le préfet, afin de tenir le pays sous sa poigne. L'usage perdurera jusqu'à ce que la révolution de 1848 et la Seconde République rétablissent l'élection. La majorité est portée à 21 ans en 1790, le cadastre institué progressivement au 1er quart du XIXe siècle, les cadres institutionnels (qui sont encore les nôtres) installés.
La guerre dite « de Vendée » a dépeuplé la contrée de ses élites, qu'elles soient réactionnaires ou inspirées par l'esprit des Lumières. La situation touche tous les secteurs. Celle qui survit s'est droitisé par ce spectacle d'une république dévoyée et assassine sous la Convention, devenue corrompue et instable sous le Directoire. Elle songe dès le Consulat à rentrer dans ses biens, faire prospérer ses affaires et vivre en paix. Elle se rallie par opportunisme au Premier Empire, faute de mieux, et s'en détourne à la suite des désastres d'Espagne et de Russie.
Des jeunes de Saint-Colomban durent partir aux guerres napoléoniennes, puis plus tard aux expéditions coloniales. Le seul moyen d'y échapper, on le perçoit très bien en 1812 lors de la Campagne de Russie, fut de se marier en masse (c'est très net au Bignon).
En 1832, la commune de Saint-Colomban se retrouve au coeur de la conspiration royaliste initiée par Marie-Caroline de Bourbon-Siciles (1798-1870), duchesse de Berry, fermement décidée à faire reconnaître militairement les droits de son fils Henry (futur Comte de Chambord) à prétendre au trône de France occupé depuis juillet 1830 par Louis-Philippe (branche des Orléans). Arrivée dans le secteur le 15 mai pour soulever à nouveau la Vendée militaire, elle est hébergée à plusieurs reprises par Hyacinthe Hervouët de La Robrie, qui sera son plus fidèle soutien local, dans ses propriétés (La Mouchetière, le Magazin à Corcoué). Entre le 24 et le 31 mai de violents combats sporadiques éclatent à Pont James et aux environs. Cette insurrection royaliste de 1832 est un échec. La duchesse de Berry se réfugie alors à Nantes le 9 juin, y sera arrêtée le 7 novembre, emprisonnée quelques mois à Blaye et définitivement exilée ensuite. Le corps de Hyacinthe de la Robrie sera retrouvé sans vie en octobre 1832 dans un fossé, près du village de la Lande à Saint-Colomban. Depuis les évènements, recherché et proscrit, il vivait « en cavale » dans la campagne proche, hébergé et ravitaillé secrètement par la population du village.
L'ancienne église de Saint-Colomban, bâtie au XVIe siècle et on l'a dit, propriété des moines de l'abbaye de Villeneuve, fut avec la cure les seuls édifices ayant résisté après l'incendie du pays par les troupes de Duquesnoy. Il ne reste quasiment rien du patrimoine architectural antérieur à cette date. Une croix du XVe siècle a tout de même pu être conservée jusqu'à nos jours. Elle appartenait à l'ancienne église. L'actuelle église fut bâtie en 1855 afin de remplacer la précédente devenue vétuste et trop petite. L'accroissement de la population au XIXe siècle la rendait obligatoire. À l'origine il y avait une flèche de style roman qui surmontait le beffroi mais une tempête l'ébranla. Elle fut bénie le 17 mai 1857 par l'évêque de Nantes, monseigneur Jacquemet. Ce dernier avait connu une certaine renommée sous le Second Empire, bien oubliée aujourd'hui, comme en témoigne sa biographie parue peu après sa mort et rééditée début XXIe siècle. Le mobilier de la sacristie date de 1874. Les trois cloches sont installées en 1885, l'année d'érection du calvaire de la Croix-Jambu.
L'actuel presbytère a été édifié en 1850.
L'actuelle mairie bâtie en schiste et tuffeau date de 1866 et a pour particularité d'être encore ornée de l'aigle impérial, puisque sa construction fut initiée en 1863 par l'empereur Napoléon III.
Une fontaine fut édifiée au XIXe siècle pour le village de Pont-James. Elle est sise au lieu-dit des Noyers. L'eau y était réputée la meilleure du village. Elle subsiste toujours, bien qu'à présent tous les habitants soient raccordés au service d'eau
Un important exode rural a dépeuplé sous la Troisième République nos campagnes. Saint-Colomban entame ce mouvement passé 1885, mais c'est la saignée de la Grande Guerre qui accentua le phénomène. Comme ses voisines, Saint-Colomban ne retrouva sa population des années 1880 qu'au dernier quart du XXe siècle avec le mouvement que les sociologues, démographes et géographes appellent la « rurbanisation ». Ainsi, le niveau de population des années 1820 ne fut-il atteint que durant les années 1990. Il faut toutefois nuancer : la population adulte, et donc active, est beaucoup plus importante, en proportion, de nos jours.
Les premières moissonneuses sont d'abord actionnées par les chevaux, puis par la vapeur et enfin l'essence. La paysannerie restée sur place vit de mieux en mieux de son travail. La pomme de terre s'avère une denrée essentielle, avec le lait.
La médecine progresse lentement. Les annotations exceptionnelles dans les registres d'état civil d'un médecin légiste au Bignon montrent que la mort subite des nourrissons est encore fréquente dans les années 1860.
En 1871, une épidémie de dysenterie ravage le pays, à la suite de la défaite de 1870. En témoigne l'état civil de Montbert.

#### De la Belle Époque à 1944
La guerre scolaire consécutive à la loi de 1905 séparant l'Église et l'État, laissa des traces profondes et un ressentiment contre les radicaux républicains. Les bulletins paroissiaux de la Chevrolière est à ce titre éclairant. À l'entrée de Montbert, une bagarre opposa dans les années 1910 les filles de la laïque à celles de l'école religieuse. Ces dernières, à en croire un témoignage d'une ancienne, eurent le dessus. À la suite de l'affaire Dreyfus, les idées antisémites progressèrent chez quelques-uns des plus calotins. Des ligues de vertu prônant la « bonne presse » tentèrent d'imposer les choix de lecture aux habitants : elle échoua assez piteusement à la Chevrolière. À Saint-Philbert-de-Grandlieu, de grandes processions autour de l'ancienne église abbatiale rendue au culte culminèrent début années 1930. La paysannerie est puissamment encadrée. Dans les années 1920, elle sabota la projection d'un film muet jugé diffamatoire envers son métier en privant entièrement de courant la ville de Clisson ! Par solidarité, personne ne dénonça les coupables dans la population.
Les cinq départements bretons et la Vendée a eux seuls fournirent entre 1860 et 1930 plus de prêtres et de missionnaires que toutes les autres régions françaises. L'attachement à la foi est viscéral. Trois continents furent évangélisés par eux.
Les idées socialistes ne progressèrent que lentement et étaient au début le fait de quelques fortes têtes, qui agissant en milieu jugé hostile, n'étaient pas loin des idées anarchistes. Leur présence est de peu d'importance avant l'entre-deux-guerres. Participe de ce courant la projection en 1937 à Saint-Philbert-de-Grandlieu d'« un grand film pacifiste », dixit un prospectus, À l'Ouest, rien de nouveau, qui traite de la guerre de 1914-18. Mais ce sentiment est partagé aussi par une large fraction des électeurs de droite.
Dans toute la région, les électeurs sont très majoritairement à droite, depuis que les élections libres existent, donnant des scores supérieur à la moyenne de la Loire-Atlantique au Front national et à Philippe De Villiers. Toutefois, concernant le Front National, il faut remarquer que son score y reste néanmoins très inférieur à la moyenne nationale. Legé fut beaucoup plus tentée par le vote protestataire conservateur.
L'attachement des habitants à leurs notables est indiscutable. Mais les changements sociologiques récents commencent à inverser la tendance, notamment par le départ de Nantes et de sa périphérie, dont les loyers flambent une fois libérés dans les années 1990, d'une population nouvelle dans les années 1970 et 80. La disparition de la petite paysannerie, programmée de longue date par l'OCDE et l'Union européenne, y est aussi pour une bonne part dans le changement récent de majorité dans toute la région.
La Grande Guerre fut la seconde hécatombe moderne frappant cette commune. Un monument aux morts perpétue le souvenir du sacrifice de toute une génération.
Le pays est occupé par l'armée allemande en juin 1940. Les réfugiés du nord et de l'est viennent s'installer dans le pays. À Geneston, la Wehrmacht réquisitionne une école. Selon sa correspondance avec l'institutrice Mlle Padiou, son commandant est un franc antisémite et nazi fanatique. Les bombardements anglo-américains sur Nantes, apportèrent une deuxième vague de réfugiés. La correspondance d'un cadre de l'industrie nantaise en mentionne à Vieillevigne.
Un arrêté préfectoral interdit en 1943 le démarchage à domicile car « les terroristes s'introduisent chez les habitants sous d'habiles subterfuges ». Un autre réquisitionne pour l'Allemagne tous les travailleurs dans le bâtiment, dont une partie ira construire des fours et fumisteries, et participeront bien malgré eux à la « solution finale » hitlérienne. D'autres, bien payés et plus chanceux, doivent aller travailler sur le mur de l'Atlantique, notamment pour notre région à la base sous-marine de Saint-Nazaire. Une division SS composée d'Ukrainiens collaborateurs les surveillait. Un camp d'internement existait près de Châteaubriant. Dès 1939, des communistes, surtout espagnols, puis aussi, sous Pétain, des gens du voyage, en constituaient les plus gros effectif. Il ne sera fermé que vers 1946.
Au début de l'année 1944, le conseil municipal de Montbert, renouvelle ses vœux au maréchal Pétain : peu croient encore la libération proche. Après le débarquement du 6 juin, l'occupant ordonne de faire réquisitionner tout le fil de fer barbelé, à la grande colère des exploitants agricoles. Un maquis se forme dans le bois des Huguetières à la Chevrolière en été 1944. Il est démantelé par la milice française grâce à un subterfuge : tous sont déportés ou abattus. Les troupes américaines du général Patton libèrent la région en août 1944.
Les grèves générales de 1936 et surtout celle de 1968, la guerre d'Indochine et plus encore d'Algérie laissèrent des traces.

##### Le crash du B17 en 1943
Le dimanche 4 juillet 1943, une « forteresse volante » B-17, bombardier géant immatriculé 42-5053 qui participait au raid aérien contre le terrain et les ateliers aéronautiques de Château Bougon, fut abattue par la DCA allemande et tomba en flamme au lieu-dit de Besson. À son bord, dix hommes d'équipage : deux périrent lors du crash, six furent capturés par l'armée allemande et les deux autres réussirent à fuir puis à rejoindre l'Angleterre.
Depuis 2004, une stèle commémore le souvenir de ce drame et des deux soldats américains tués au combat : Earl Sell et Bernard McKnight. Des citoyens américains sont venus se recueillir devant elle. Une cérémonie civique s'y déroule tous les 8 mai.

### De la Libération à nos jours

#### La municipalité depuis 1945
Le nom de la commune change par décret du 26 mai 1972 et devient Saint-Colomban, graphie celtisée plus exacte du nom du Saint Patron. Par délibération du 6 septembre 1985, le conseil municipal convient d'un blason pour la commune.
Jean-Luc Gautier fut élu conseiller municipal en 1988, puis maire de Saint-Colomban en 1995. Il fut réélu en mars 2001. Dans sa page du 12 septembre 2007, une plateforme d'information nantaise en ligne annonça qu'il ne se représenterait pas, afin de se consacrer à sa vie de famille. Aux municipales de mars 2008, deux listes se présentent : « Un nouveau souffle pour Saint-Colomban » menée par Jean-Marie Blais, 57 ans, éducateur spécialisé et conseiller municipal. Lui était opposée la liste « Agir ensemble pour Saint-Colomban » menée par Patrick Bertin, 44 ans, technicien EDF, qui remporta les élections. Sa tête de liste devint tout naturellement le nouveau maire, actuellement toujours en poste, les électeurs lui renouvelant leur confiance aux municipales de 2014, puis 2020, cette dernière toutefois atypique : participation de 37 %, une liste en lice (d'où un score de 100 %). La cause en est la gestion de l'épidémie de covid19.
Notons un accroissement peu commun de la population au début du XXIe siècle : elle augmenta de 29 % entre 1999 et 2004. Il s'agit sans doute d'un rattrapage, certes fulgurant, de la commune quant à son « retard » à s'équiper de plus de lotissements.

#### Progrès matériels auXXesiècle
tL'agriculture passe peu à peu au productivisme. Une coopérative laitière existe dans les années 1920 à Saint Philbert de Grandlieu. Elles sont nées dans le dernier quart du XIXe siècle. La crise de 1929 a durement touché la paysannerie locale, ralentissant d'autant sa croissance. Le tracteur commence à se répandre dans les années 1950. Ceux de Vierzon sont les plus connus. Ils fonctionnaient avec toutes sortes de carburants maison : alcool de pomme de terre, huile de foie de morue, ou tirés de la sciure de bois, selon un film publicitaire de l'entreprise d'avant 1970 ! Les 1ers producteurs bio apparaissent à la fin du XXe siècle. Ainsi, entre autres, à Saint Colomban, la ferme du Rublé, passée à ce mode de production en 1996. Elle créé en 2008 une unité de production de produits lactés. La question d'un meilleur recyclage des eaux usées a motivé la construction de stations d'épurations modèles à Corcoué-sur-Logne et Saint Philbert de Bouaine.
Les transports mécaniques arrivent avec le train dans la région sous le Second Empire. Il existait encore, dans les années 1930, une gare de Montbert, créée peu après 1897. Le premier avion est aperçu autour de 1910. Une vieille femme de Geneston contait dans les années 1980 qu'il volait si bas qu'elle s'était jetée sous un pommier afin de l'éviter ! Il provenait de ce qui n'était encore qu'un terrain vague, de Château-Bougon, où se trouve le grand aéroport actuel. Dans les années 1970, un « revival » fit revenir les montgolfières. Les ULM eurent la faveur à la décennie suivante où un pilote a photographié du ciel toute la région et vendait des vues du ciel, ce bien avant qu'existât Google Map. Les premiers camions apparaissent entre 1922 et 1927, servant aux négotiants en bestiaux et denrées périssables, les voitures dans les années 1910 chez les gens les plus aisés. Son usage se généralisera entre 1955 et 1965.
Après 1918, le vélo se répand. Un magasin en vend à Geneston dès les années 1950, Le phonographe est quant à lui rare, et il faut attendre le Teppaz dans les années 1950 et le transistor dans les années 1960 pour que le plus grand nombre ait accès à la musique portable. Un électricien s'installe au bourg de Montbert entre 1921 et 1926, travaillant pour l'entreprise Vivant Fils. En 1927, une famille de particuliers est la 1re à se faire mettre l'électricité au bourg de Geneston, dont église est électrifiée vers 1930. Les derniers branchements dans la région se font vers 1954 pour les quelques villages isolés de Saint Philbert de Bouaine qui en étaient encore privés.
Geneston, et durant plus longtemps Saint-Philbert-de-Grandlieu eurent leur cinéma. La radio était l'apanage des gens aisés et de la classe moyenne : un marchand de grains à Montbert, par exemple, en détenait une durant la dernière guerre. Chez lui comme chez bien d'autres, on y écoutait Radio Londres. La télévision se répand dans les années 1960 et plus encore les années 1970. Le téléphone apparaît d'abord avec les cabines publiques (dès 1945 à Geneston) avant de toucher les particuliers aux années 1970. Les portables, à l'exception des anciens, sont adoptés dans les années 1990. Les habitants ont accès à internet depuis les années 2000.

### LeXXIesiècle
En 2021 les projets d'extension de deux carrières de sable et graviers, exploitées l'une par le groupe GSM granulats, l'autre par le groupe Lafarge, qui extraient 700 000 tonnes de sables alluvionnaires par an sur une superficie de plus de 100 hectares et qui envisagent d'exploiter ces mêmes dépôts sur 70 hectares supplémentaires classés « terres agricoles pérennes » a suscité l'opposition des riverains, animés par le collectif : "La tête dans le sable".

## Emblèmes

### Héraldique
| Blason | Blasonnement : Écartelé : au premier, de sinople aux deux burelles ondées d'azur côtoyées d'argent ; au deuxième, d'argent au buste de Saint Colomban de carnation mitré et vêtu d'or et senestré d'une crosse contournée du même ; au troisième, aussi d'argent au cœur croiseté de gueules ; au quatrième, de sinople à la grappe de raisin d'or brochant sur trois épis de blé du même croisés en barre. Commentaires : Les deux burelles ondées d'azur côtoyées d'argent évoquent la Logne et la Boulogne ; le cœur symbolise les Paydrets ; les raisins et le blé rappellent la vocation agricole de la commune. Délibération municipale du 6 septembre 1985. |

### Devise
La devise de Saint-Colomban : Unius Sumus Corporis Commembra.

## Population et société

### Démographie
Selon le classement établi par l'Insee, Saint-Colomban fait partie de l'aire urbaine et de la zone d'emploi de Nantes et du bassin de vie de Saint-Philbert-de-Grand-Lieu. Elle n'est intégrée dans aucune unité urbaine. Toujours selon l'Insee, en 2010, la répartition de la population sur le territoire de la commune était considérée comme « peu dense » : 91 % des habitants résidaient dans des zones « peu denses »  et 9 % dans des zones « très peu denses ».

#### Évolution démographique
Les données concernant 1793 sont perdues.
L'évolution du nombre d'habitants est connue à travers les recensements de la population effectués dans la commune depuis 1800. Pour les communes de moins de 10 000 habitants, une enquête de recensement portant sur toute la population est réalisée tous les cinq ans, les populations de référence des années intermédiaires étant quant à elles estimées par interpolation ou extrapolation. Pour la commune, le premier recensement exhaustif entrant dans le cadre du nouveau dispositif a été réalisé en 2004.

En 2022, la commune comptait 3 499 habitants, en évolution de +4,98 % par rapport à 2016 (Loire-Atlantique : +6,68 %, France hors Mayotte : +2,11 %).
| 1800  | 1806  | 1821  | 1831  | 1836  | 1841  | 1846  | 1851  | 1856  |
| ----- | ----- | ----- | ----- | ----- | ----- | ----- | ----- | ----- |
| 1 320 | 1 493 | 1 965 | 1 957 | 1 886 | 1 958 | 2 026 | 2 137 | 2 183 |

| 1861  | 1866  | 1872  | 1876  | 1881  | 1886  | 1891  | 1896  | 1901  |
| ----- | ----- | ----- | ----- | ----- | ----- | ----- | ----- | ----- |
| 2 280 | 2 395 | 2 327 | 2 384 | 2 441 | 2 344 | 2 309 | 2 281 | 2 203 |

| 1906  | 1911  | 1921  | 1926  | 1931  | 1936  | 1946  | 1954  | 1962  |
| ----- | ----- | ----- | ----- | ----- | ----- | ----- | ----- | ----- |
| 2 174 | 2 081 | 1 784 | 1 747 | 1 721 | 1 680 | 1 580 | 1 653 | 1 642 |

| 1968  | 1975  | 1982  | 1990  | 1999  | 2004  | 2006  | 2009  | 2014  |
| ----- | ----- | ----- | ----- | ----- | ----- | ----- | ----- | ----- |
| 1 657 | 1 625 | 1 817 | 1 889 | 2 028 | 2 615 | 2 747 | 3 073 | 3 268 |

| 2019  | 2022  | - | - | - | - | - | - | - |
| ----- | ----- | - | - | - | - | - | - | - |
| 3 417 | 3 499 | - | - | - | - | - | - | - |

#### Pyramide des âges
La population de la commune est relativement jeune.
En 2018, le taux de personnes d'un âge inférieur à 30 ans s'élève à 42,2 %, soit au-dessus de la moyenne départementale (37,3 %). À l'inverse, le taux de personnes d'âge supérieur à 60 ans est de 16,2 % la même année, alors qu'il est de 23,8 % au niveau départemental.
En 2018, la commune comptait 1 728 hommes pour 1 658 femmes, soit un taux de 51,03 % d'hommes, largement supérieur au taux départemental (48,58 %).
Les pyramides des âges de la commune et du département s'établissent comme suit.
| Hommes | Classe d’âge | Femmes |
| ------ | ------------ | ------ |
| 0,3    | 90 ou +      | 0,4    |
| 2,9    | 75-89 ans    | 4,1    |
| 12,4   | 60-74 ans    | 12,3   |
| 19,8   | 45-59 ans    | 18,9   |
| 21,6   | 30-44 ans    | 22,9   |
| 18,5   | 15-29 ans    | 17,7   |
| 24,5   | 0-14 ans     | 23,7   |

| Hommes | Classe d’âge | Femmes |
| ------ | ------------ | ------ |
| 0,6    | 90 ou +      | 1,8    |
| 6      | 75-89 ans    | 8,6    |
| 15,1   | 60-74 ans    | 16,4   |
| 19,4   | 45-59 ans    | 18,8   |
| 20,1   | 30-44 ans    | 19,3   |
| 19,2   | 15-29 ans    | 17,4   |
| 19,5   | 0-14 ans     | 17,6   |

## Lieux et monuments
- Église Saint-Colomban : un nouvel édifice est construit en 1855[37], en lieu et place de la précédente qui était vétuste et trop petite (19 mètres de long, 7 mètres de large)[38]. Cette église du XIVe siècle avait des murs à chaux et à sable, épais d’un mètre. Elle avait deux autels, l’un dédié à la Vierge et sainte Anne, l’autre à saint Nicolas et saint Jacques. Sur la nef était un petit clocheton abritant deux cloches, réparé en 1636. Pendant un temps, cette église a dépendu de l’abbaye cistercienne de Villeneuve, aujourd’hui aux Sorinières. Les trois cloches sont installées en 1885. Le Christ, qui date du XVe siècle, provient de l'ancienne église. Le mobilier de la sacristie date de 1874. L'église a perdu son clocher dans les années 1970.
- Le presbytère (1850)
- Le calvaire de la Croix-Jambu (1885)
- Le château du Grand-Bois (XVIIIe siècle)
- Le château de la Roulière (XVIIIe siècle)
- Le château de la Mouchetière (1781)
- Le château de la Bretinière (XIXe siècle)
- Le manoir du Pay-Richereau (XVIIIe siècle)
- Le manoir de La Noë (XVIIIe siècle)
- La fontaine (XIXe siècle), située au village de Pont-James
- Le moulin de Besson (XVIIIe siècle)
- Le moulin de Roquette (XVIIIe siècle)

La réserve naturelle régionale du Bocage humide des Cailleries est sur le territoire de la commune.

## Associations

### Associations sportives
- Saint-Colomban Tennis de Table[39].

### Mégascène
Festival associatif créé en 1989. Il a lieu chaque année au lieu-dit La Mouchetière au mois de juin (début juillet exceptionnellement en 2011).
Ce festival explore tous types de musiques (rock, pop, chansons, ska, musique du monde...).
L'objectif de cette association est de développer la culture rurale.
Parmi les grands artistes que Mégascène a accueilli, on peut citer Matmatah, Sinsemilia, IAM, La Rue Ketanou, Merzhin, Louis Bertignac...

### Co'Anim
Co'Anim est une des associations colombanaises qui compte le plus d'adhérents. Elle gère les structures enfance & jeunesse (jusqu'à 13 ans) sur la commune : accueil périscolaire, accueil de loisirs et club préados. En outre, elle organise des séjours et des camps pour enfants et préados l'été et l'hiver, dont certains à l'étranger.
Co'Anim est également investie sur plusieurs projets à l'échelle communale et parfois au-delà :
- La soirée Co'Anim (soirée familiale qui se déroule fin mars / début avril) ;
- Festival Sciences & Co' (Festival de vulgarisation scientifique tous publics qui se déroule en mai sur plusieurs jours) ;
- La Quinzaine du livre (Opération de promotion du livre et de la lecture comme support éducatif, qui a lieu en novembre) ;